# Catena (esogeologia)

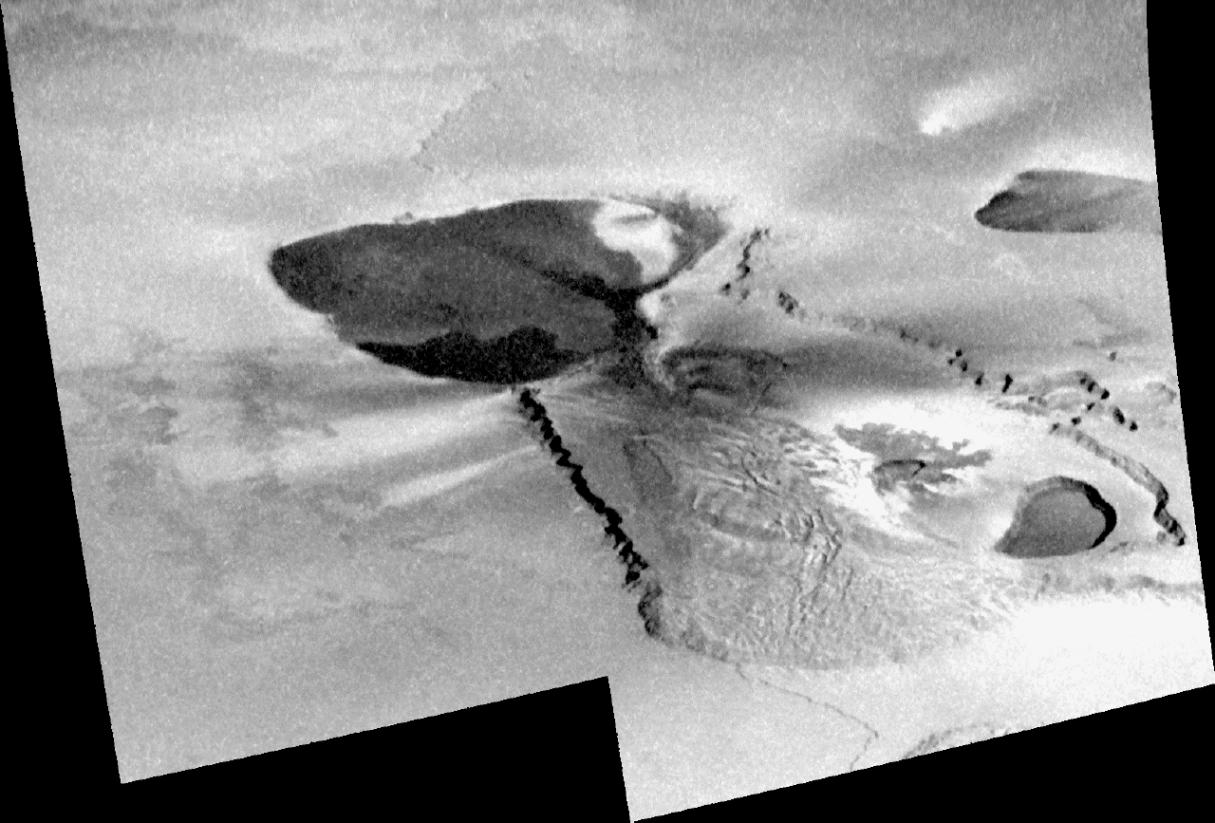
Mosaico della Tvashtar Catena su Io

Catena (plurale: catenae) è un termine latino comunemente utilizzato in esogeologia per designare un allineamento, sulla superficie di un corpo celeste, di crateri oppure di depressioni (che a differenza dei crateri non sono dotate di bordi sopraelevati rispetto alla superficie circostante). 

Una catena può avere origine come risultato di un affondamento del terreno o dello scorrimento di un tubo di lava nel sottosuolo in tempi antichi. 

Formazioni di questo tipo sono state individuate sulla Luna, su Mercurio, su Marte, sui satelliti gioviani Ganimede e Callisto, sui satelliti saturniani Mimas, Dione e Rea, sul satellite nettuniano Tritone e sul pianeta nano Cerere; sulla superficie di Io, un altro dei satelliti medicei, vi sono alcune formazioni designate come paterae, note in precedenza come catenae.

## Convenzioni di nomenclatura
- Luna: le catenae prendono il nome dai crateri circostanti, oppure da nomi femminili presenti nelle diverse culture.
- Mercurio: le catenae prendono il nome da osservatorî astronomici.
- Marte: le catenae mantengono i nomi classici precedentemente utilizzati per descrivere le regioni circostanti.
- Ganimede: le catenae sono intitolate a divinità dell'acqua o della creazione secondo le diverse culture.
- Callisto: le catenae prendono il nome da fiumi situati in Norvegia.
- Tritone: le catenae prendono il nome da mostri acquatici presenti nelle differenti mitologie.
- Cerere: le catenae prendono il nome da festività collegate all'agricoltura.